# Dave Beasant
David John "Dave" Beasant (Willesden, perto de Londres, 20 de março de 1959), é um ex-futebolista inglês que atuava como goleiro. Exerce atualmente a função de treinador de goleiros.
Seu apelido é "Lurch", por conta de sua semelhança com o personagem homônimo da série The Addams Family.

## Carreira em clubes
Beasant iniciou sua carreira em 1978, no Edgware Town, jogando uma temporada antes de assinar com o Wimbledon, onde se destacaria com o título da Copa da Inglaterra de 1987–88 sobre o Liverpool, que saiu derrotado por 1 a 0 (gol marcado pelo norte-irlandês Lawrie Sanchez). Beasant foi o primeiro goleiro a ser capitão em uma final de FA Cup.
Saiu do Wimbledon em 1988 e assinou contrato com o Newcastle United, tendo atuado em 20 jogos. Beasant teve ainda boa passagem pelo Chelsea entre 1989 e 1992 (133 partidas pelos Blues). Emprestado para Grimsby Town e Wolverhampton Wanderers, onde não teve muito sucesso, o goleiro teve novamente presenças destacadas por Southampton e Nottingham Forest.
Em 2001, foi contratado pelo Portsmouth como substituto de Aaron Flahavan, morto em acidente automobilístico. No mesmo ano, foi novamente emprestado, desta vez ao Tottenham, atuando em um único jogo. De volta ao Pompey, evitou o que seria o centésimo gol na carreira do zagueiro Stuart Pearce, no jogo contra o Manchester City, ao defender a cobrança do ex-companheiro de Seleção Inglesa. Esta foi também a última partida disputada por Beasant no clube.
Beasant passou o ano de 2002 sem jogar por Bradford City e Wigan Athletic, que priorizavam Matt Clarke, Aidan Davison (ambos alternavam-se no gol do Bradford) e John Filan, respectivamente, como titulares.
A última temporada do goleiro como titular foi em 2002–03, quando, aos 44 anos, foi contratado pelo Brighton & Hove Albion, onde disputaria 16 partidas, já no final da mesma. Em 2004, assinou com o Fulham, sendo o último atleta nascido na década de 1950 em atividade na Premier League.
Em 2013, Beasant voltou aos gramados para defender o North Greenford United, clube que disputa a primeira divisão da Southern Football League em um jogo. Em 11 de outubro de 2014, foi relacionado para a partida entre Stevenage e Carlisle United, uma vez que Sam Beasant, filho de Dave e que também é goleiro, se machucou. Porém, não chegou a atuar na partida, que terminou com vitória dos "Cumbrians" por 3 a 0, e perdeu a chance de ser o jogador profissional mais velho a atuar nas quatro divisões profissionais do futebol inglês - marca pertencente a Neil McBain, que também jogava no gol e era técnico do New Brighton quando uma série de lesões afetou o time, e McBain, aos 51 anos de idade, assumiu a responsabilidade contra o Hartlepool United. Em maio de 2015, contra o Southend United, pelos play-offs da League Two, foi escalado outra vez como suplente, atualizando o recorde de jogador mais velho das 4 divisões profissionais do futebol inglês (56 anos de idade), mas, assim como ocorrera contra o Carlisle United, não entrou em campo.

## Seleção
Beasant disputou apenas 2 jogos pela Seleção Inglesa principal, em 1991, e 7 pelo time B, entre 1989 e 1991.
Chamado de última hora por Bobby Robson para a Copa de 1990 no lugar de David Seaman, que havia se machucado, Beasant não teve chances no torneio - Robson admitiu que pretendia substituir o titular, Peter Shilton, no último minuto da prorrogação contra a Alemanha Ocidental para colocar Dave em seu lugar, apenas para a disputa de pênaltis, vencida pelos alemães.

## Pós-aposentadoria
Após sua primeira aposentadoria, Beasant continuou no Fulham como treinador de goleiros, em paralelo com a seleção da Irlanda do Norte, entre 2004 e 2007.
Trabalhou ainda na Glenn Hoddle Academy entre 2008 e 2010, treinando inclusive jogadores de linha. Esteve também no Bristol Rovers (2012–2013) no Stevenage e no Reading (2015–2018), sua última equipe. Desde então, segue desempregado.

## Títulos
Wimbledon
- Copa da Inglaterra: 1988–89
- Football League Fourth Division: 1982–83

Nottingham Forest
- Football League First Division: 1997–98

Chelsea
- Full Members Cup: 1989–90